# Wodyetia
Classification phylogénétique
Genre
Espèces de rang inférieur
- Wodyetia bifurcata

Wodyetia est un genre de palmiers, des plantes de la famille des Arecaceae, natif du nord-est de l'Australie.

## Classification
- Sous-famille des Arecoideae
  - Tribu des Areceae
    - Sous-tribu des Ptychospermatinae

Le genre Wodyetia partage sa sous-tribu avec treize autres genres : Ptychosperma, Ponapea, Adonidia, Balaka, Veitchia, Carpentaria, Drymophloeus, Normanbya, Brassiophoenix,  Ptychococcus,  Jailoloa, Manjekia et Wallaceodoxa.

## Galerie

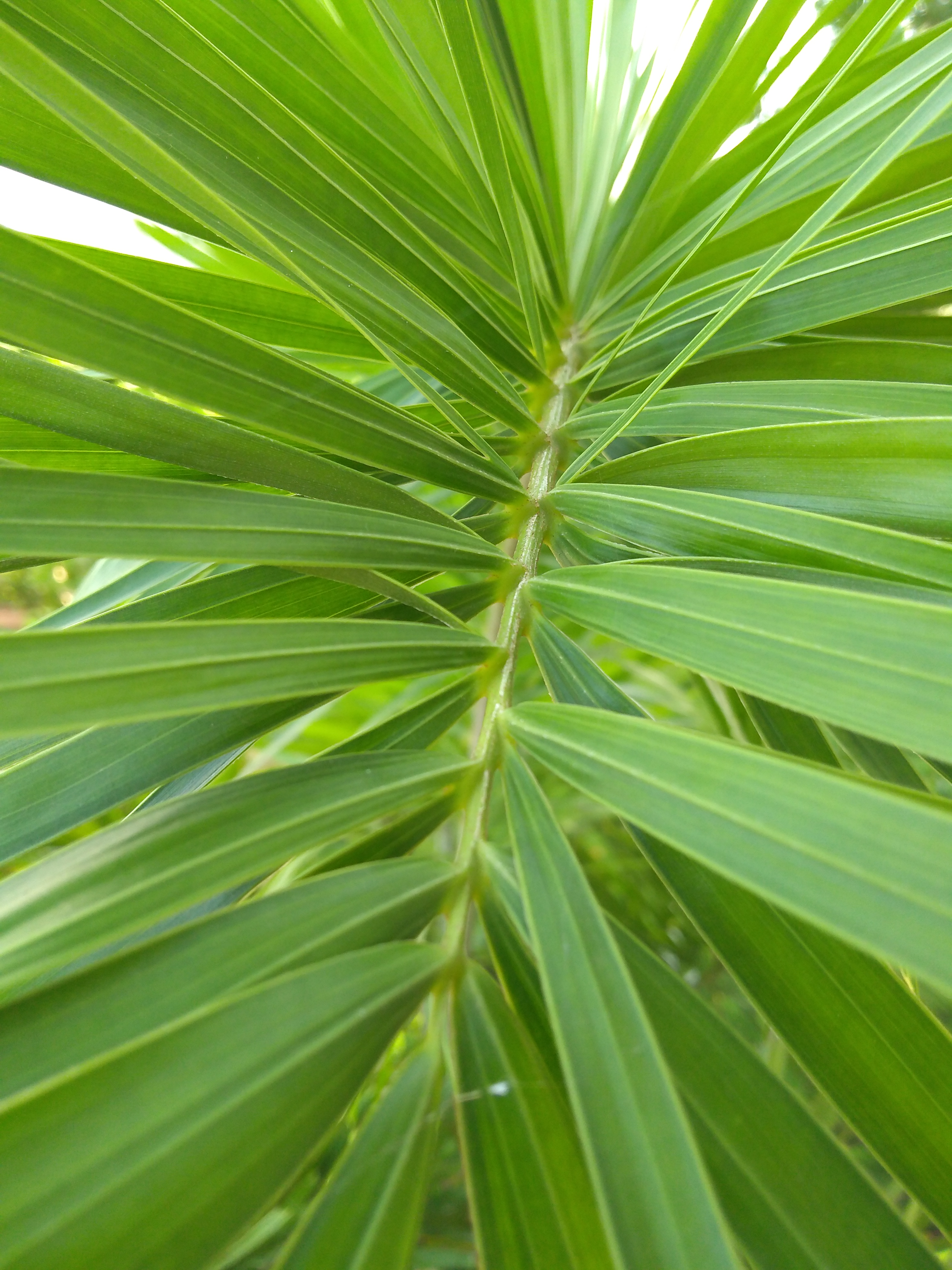
Feuille
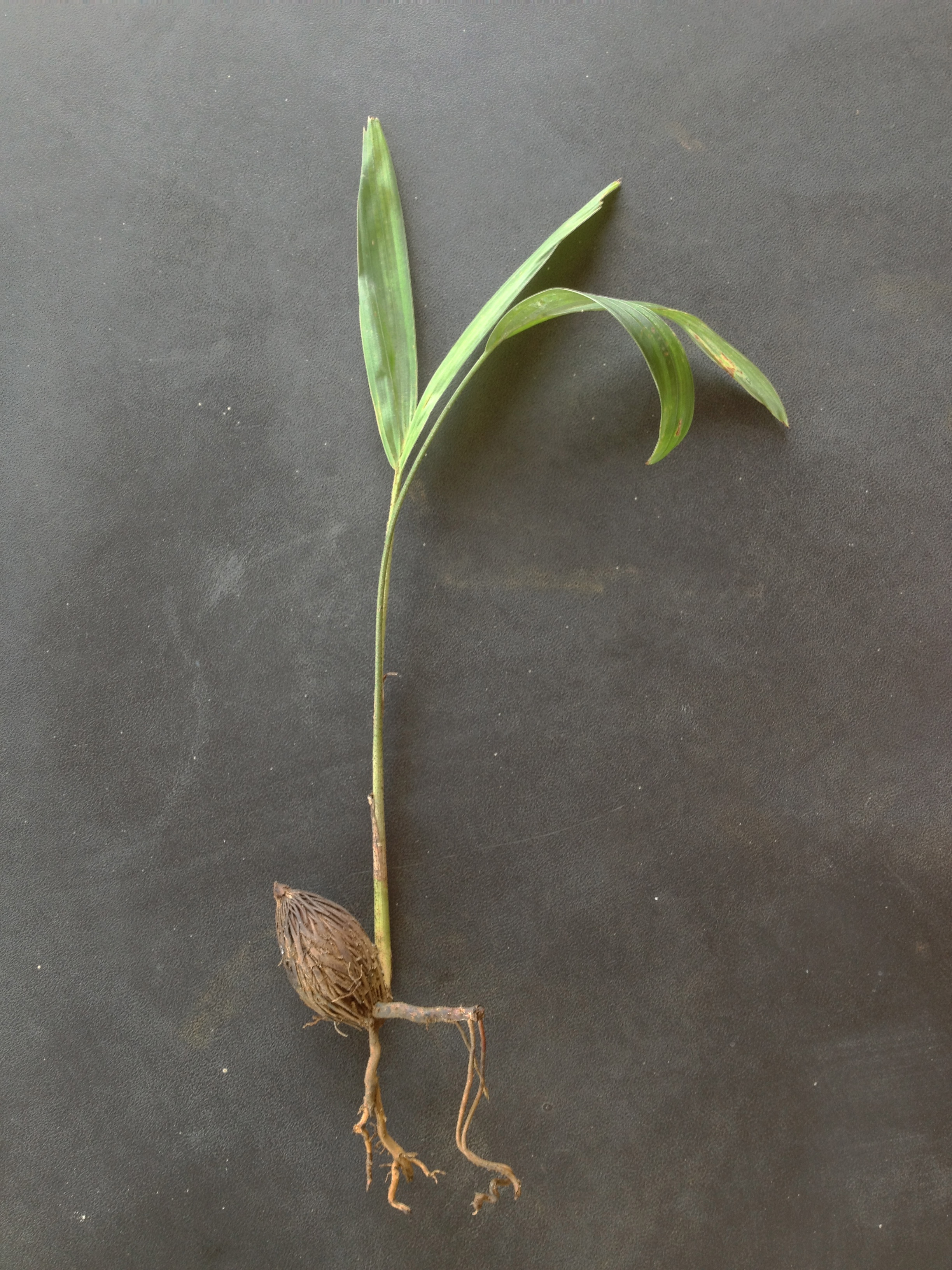
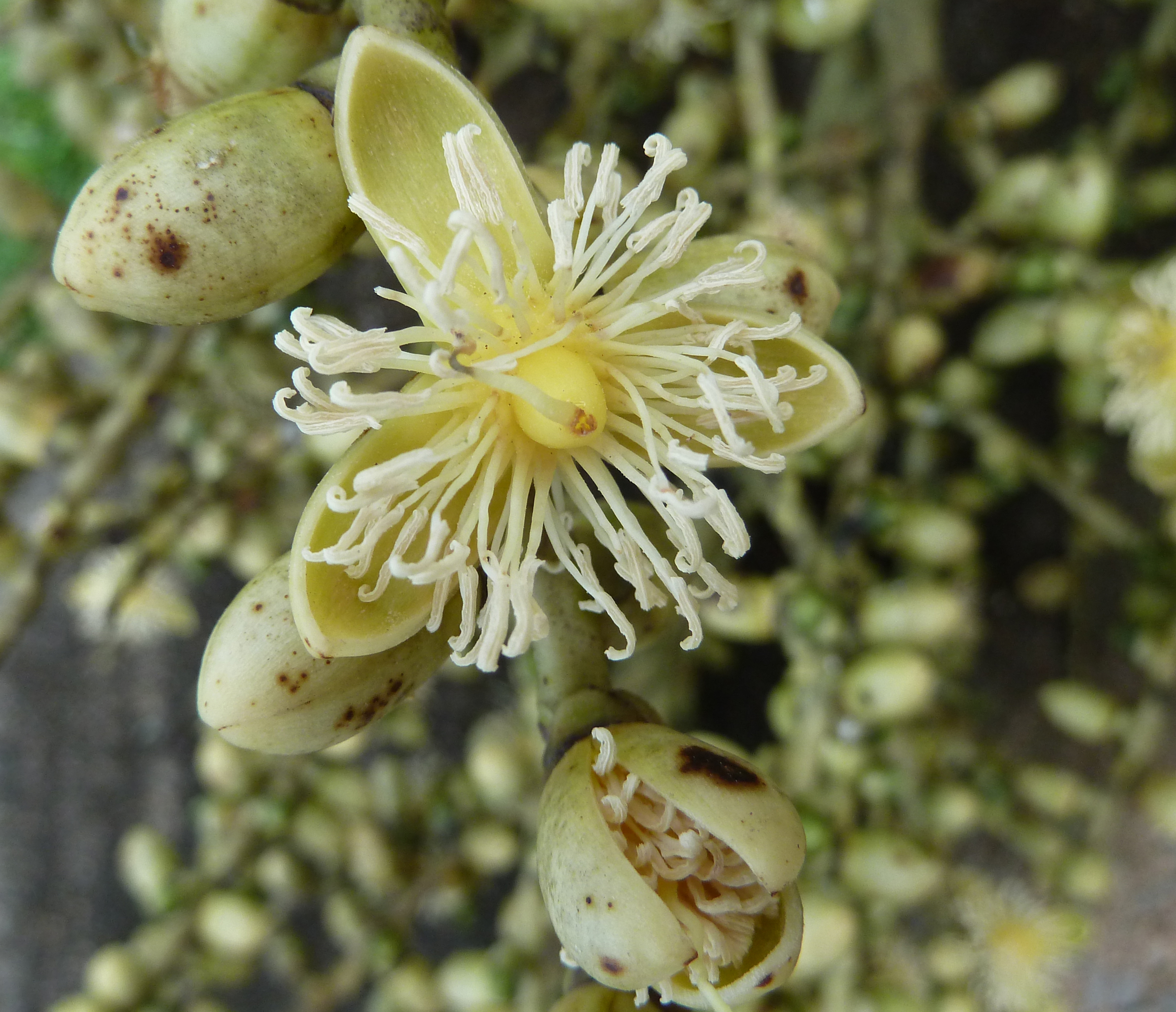
Fleurs
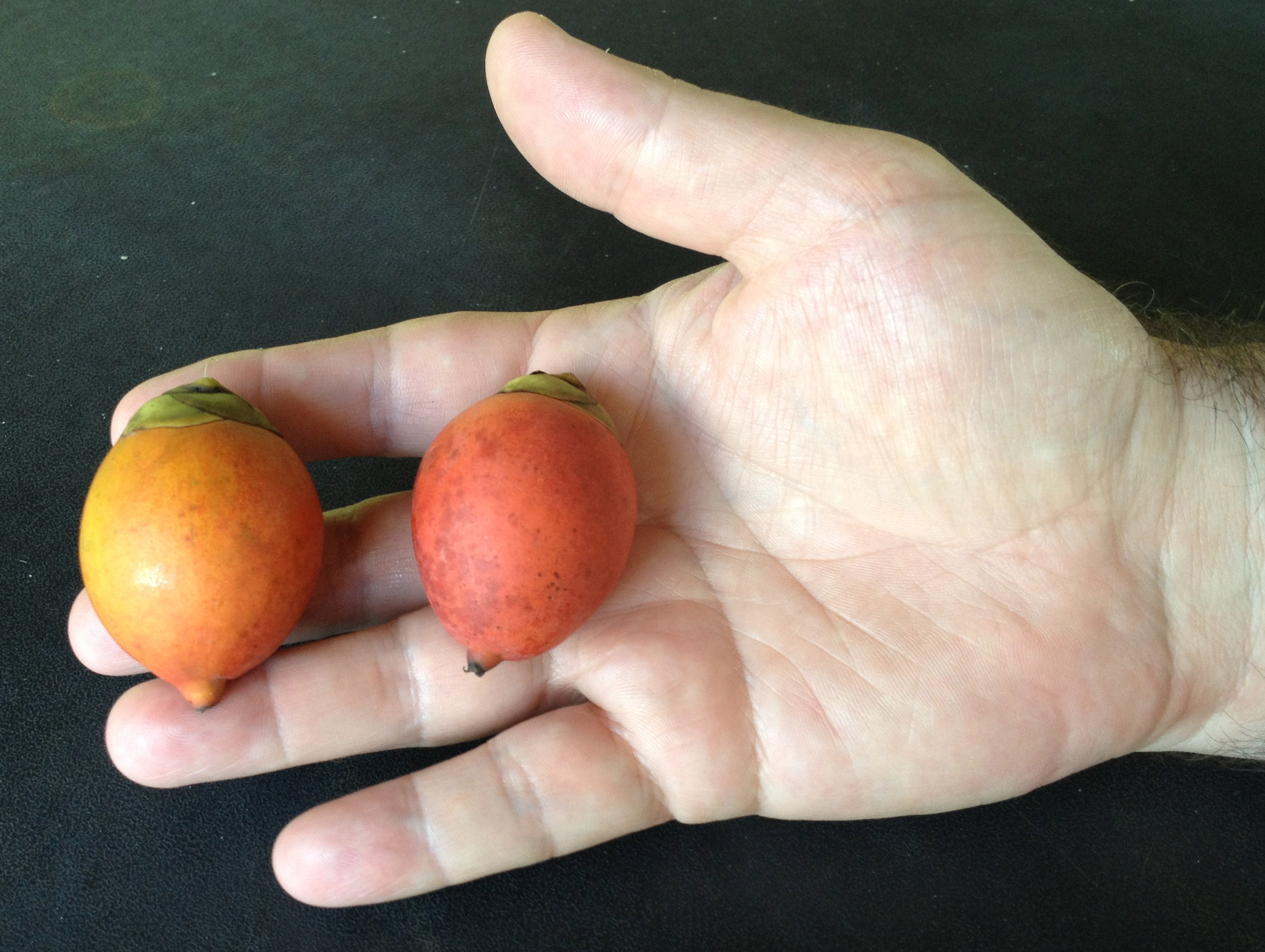
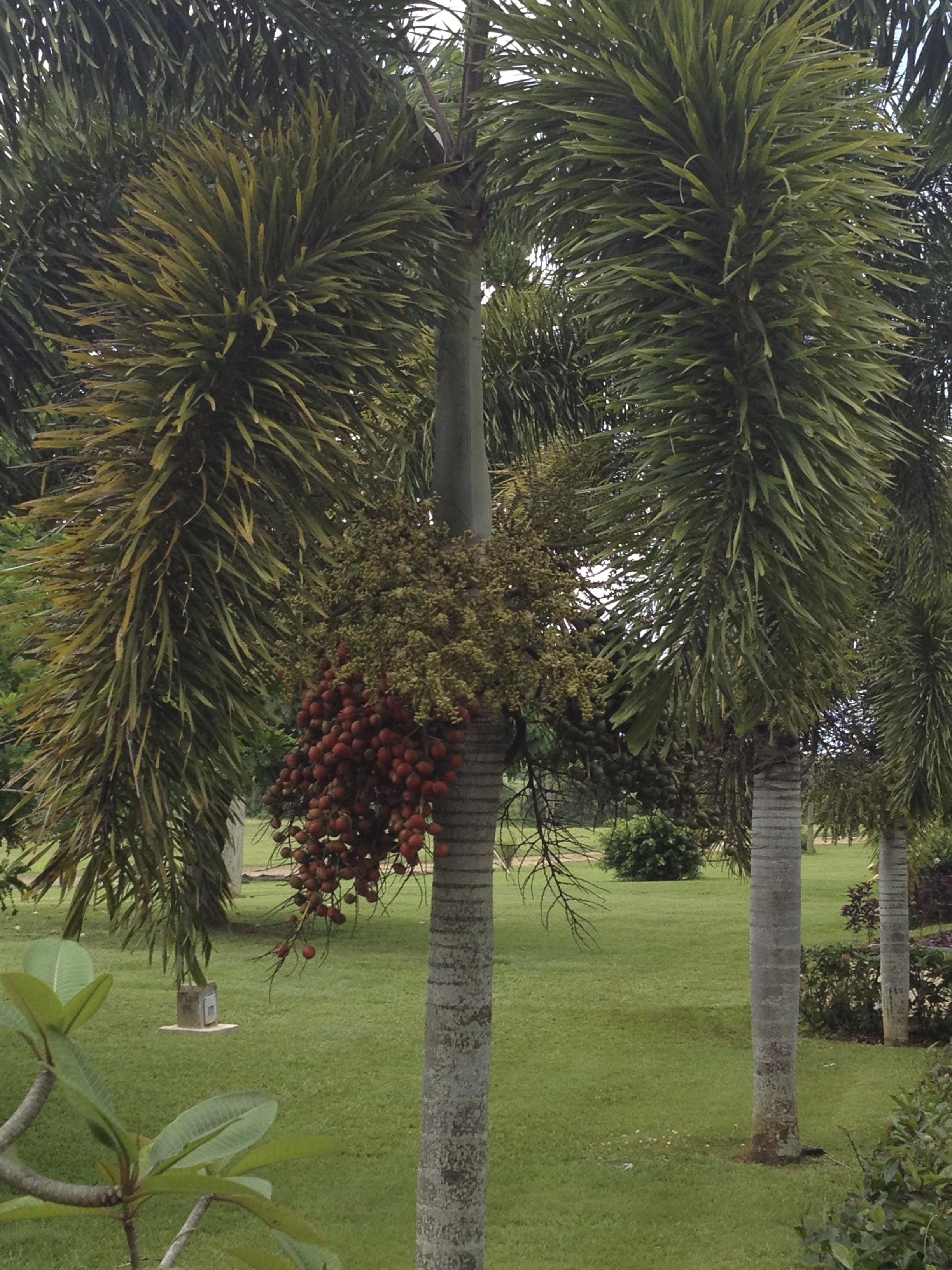
Moca, Puerto Rico au jardin du Palacete Los Moreau.
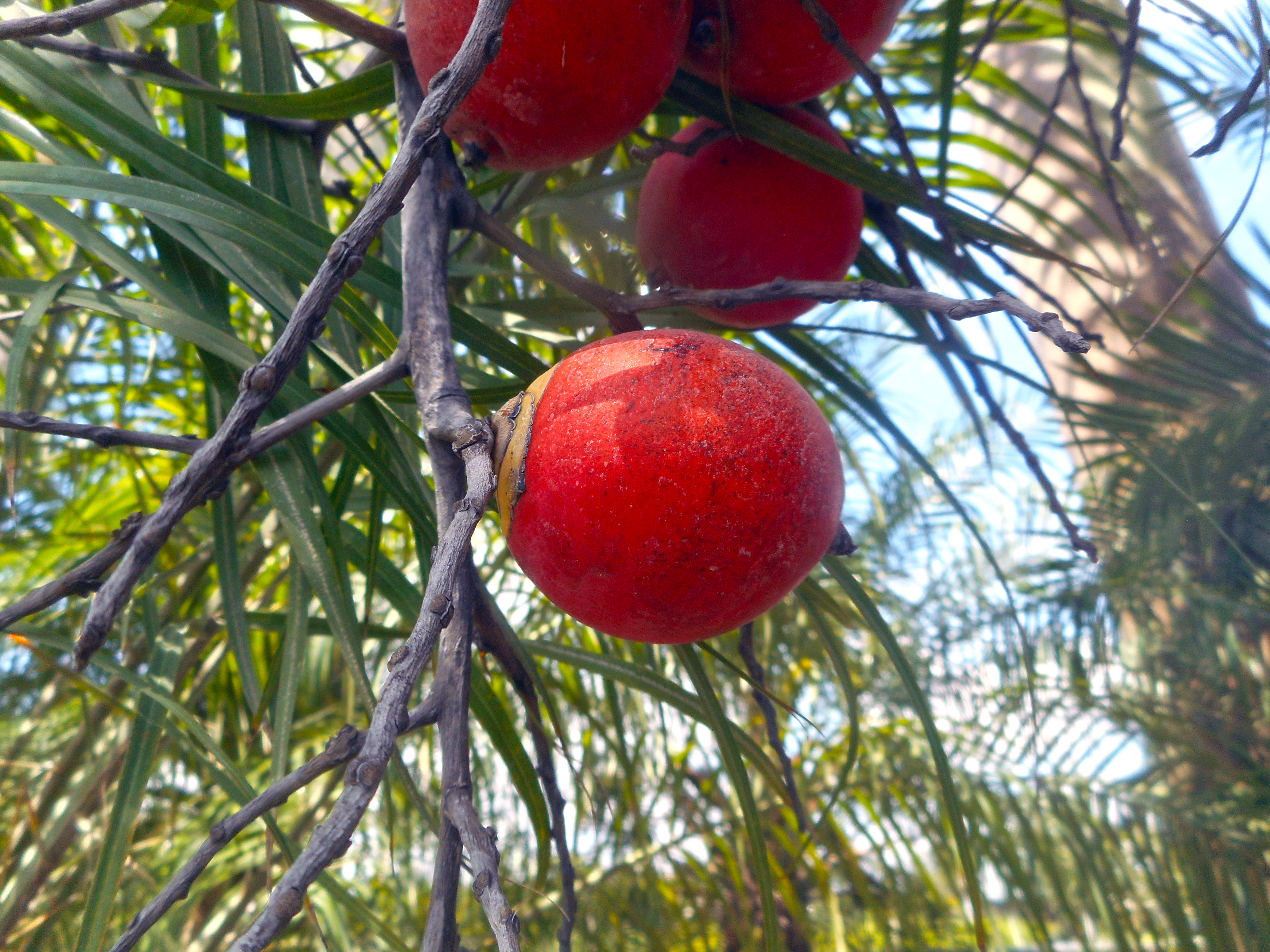
Fruits
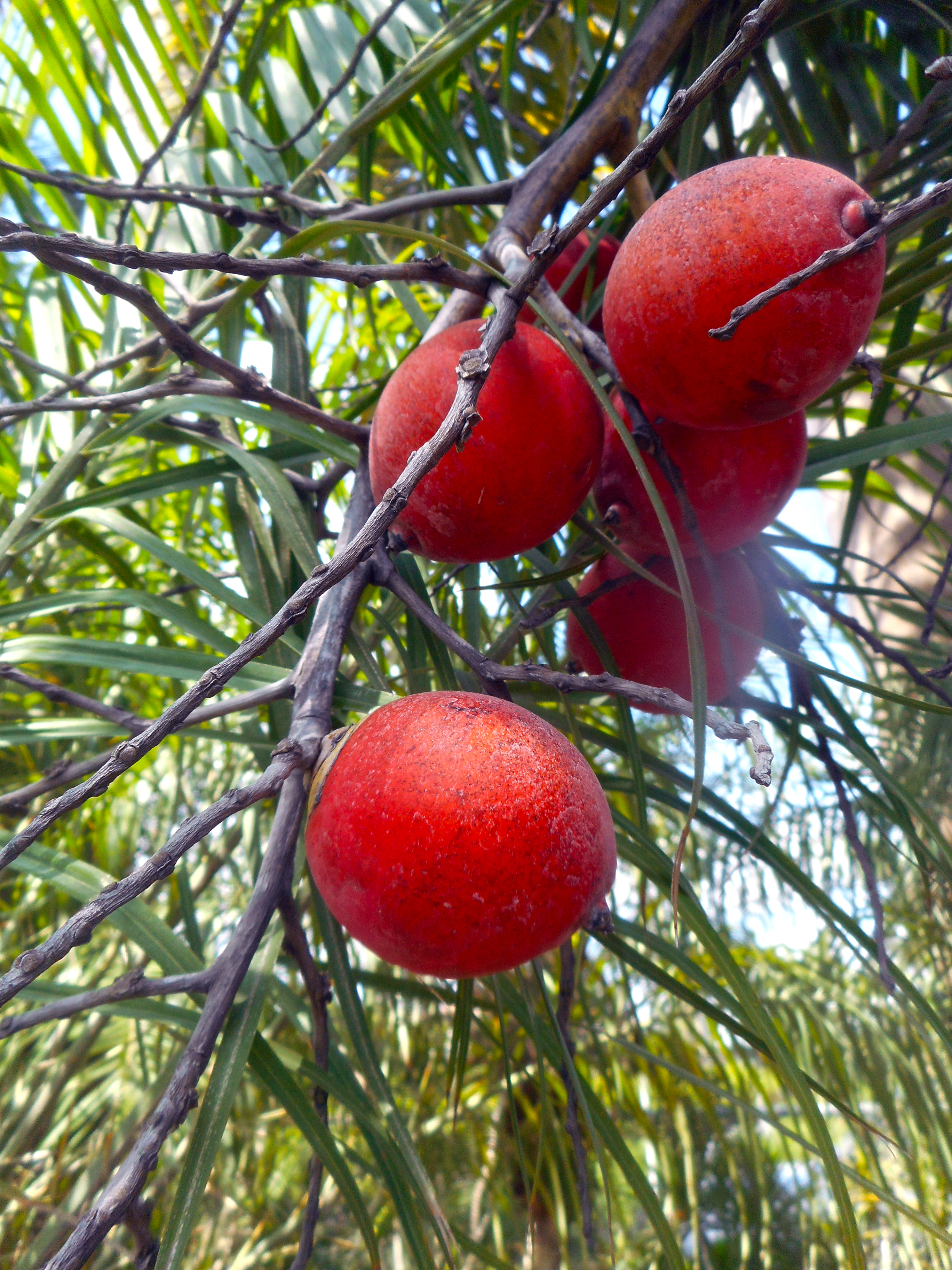
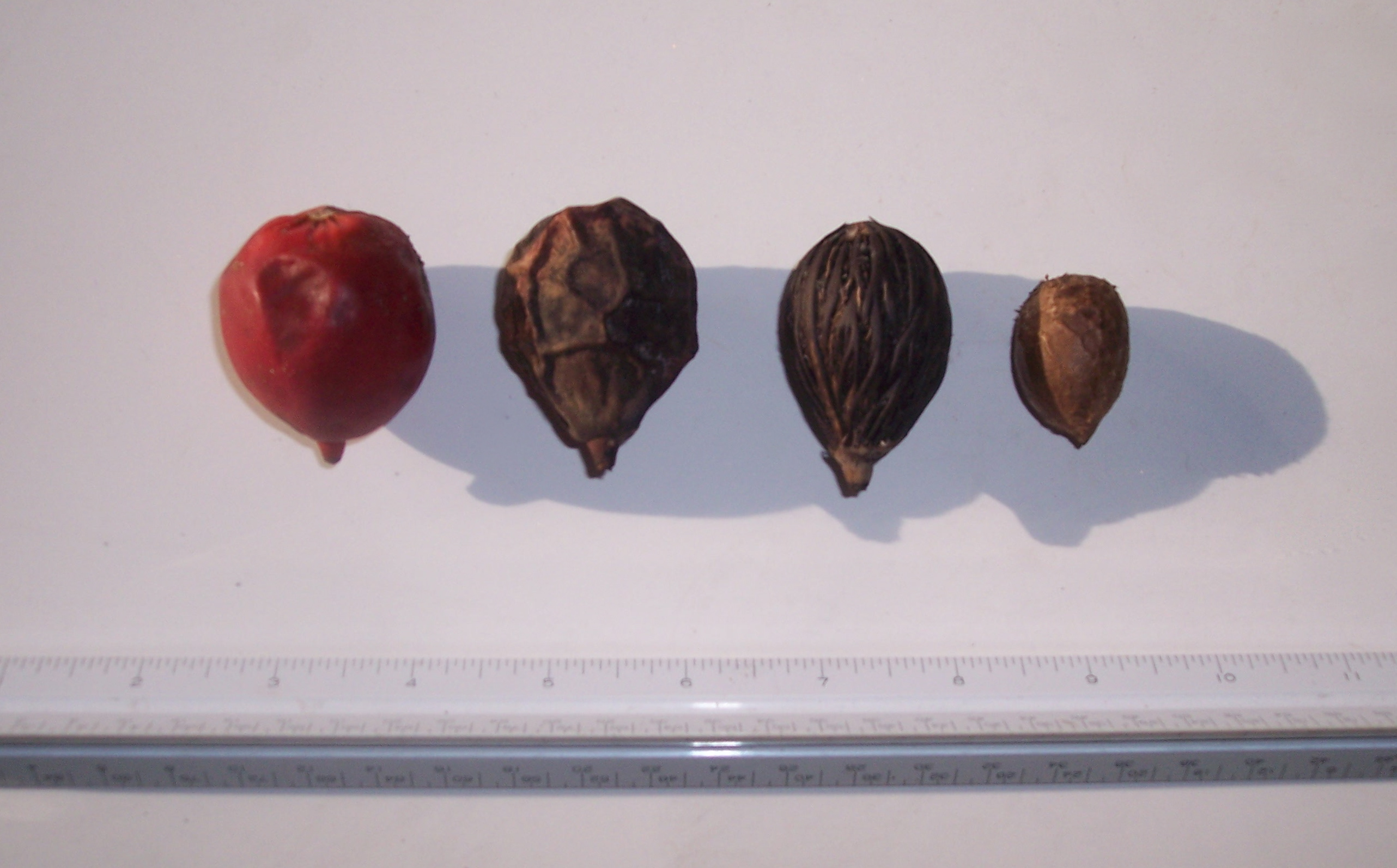
Graines
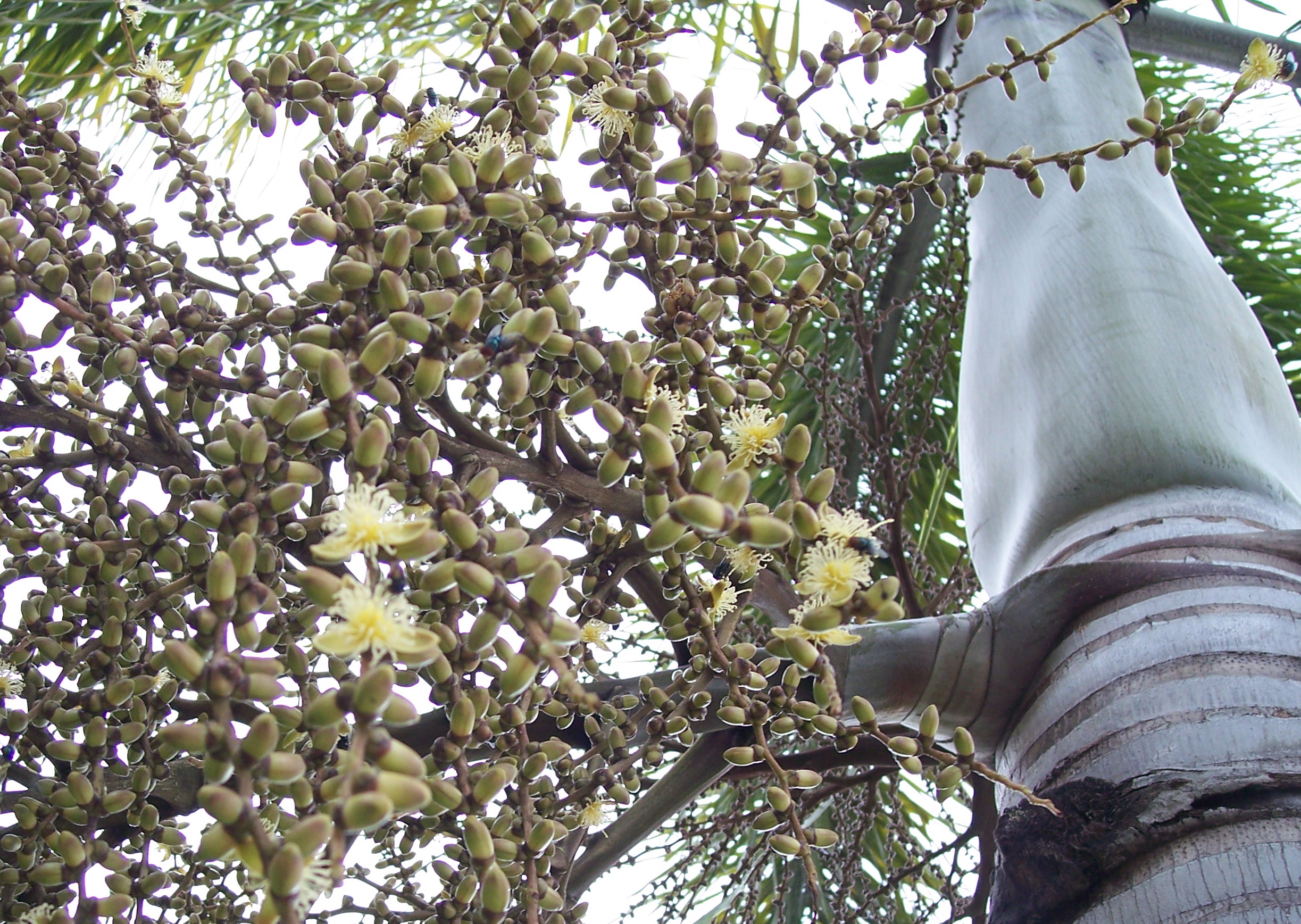
Inflorescence

## Espèces
- Wodyetia bifurcata